# Richard Stafford Cripps

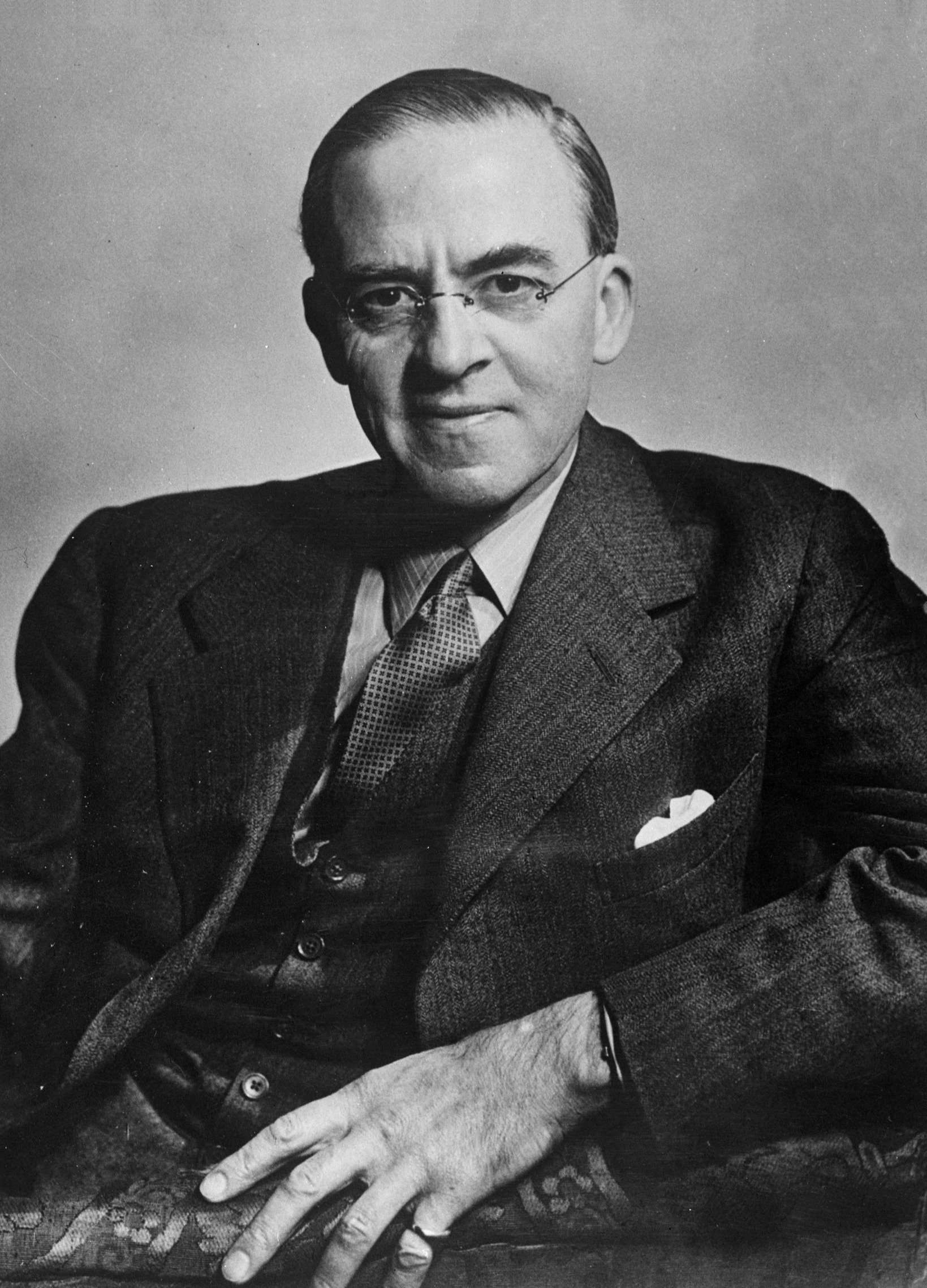
Sir Richard Stafford Cripps

Sir Richard Stafford Cripps (* 24. April 1889 in London; † 23. April 1952 in Zürich) war ein britischer Jurist und Politiker (Labour Party).

## Leben und Wirken

### Frühe Jahre (1889 bis 1919)
Cripps’ Vater Charles Alfred Cripps war ein Unterhausabgeordneter der Conservative Party, der sich in späteren Jahren und 1914 zum Baron Parmoor geadelt der Labour Party anschloss. Der Sohn wurde erst in einer Privatschule erzogen. Später besuchte er das University College in London.
Cripps gab die wissenschaftliche Laufbahn schließlich zugunsten der Juristerei auf und schlug eine Karriere als Rechtsanwalt ein. Ab 1912 betätigte er sich als Barrister. Im Ersten Weltkrieg kam er als Sanitäter des Roten Kreuzes in Frankreich zum Einsatz.

### Leben zwischen den Kriegen (1919 bis 1939)
Nach dem Krieg trat Cripps der Labour Party bei. 1930 wurde er Zweiter Kronanwalt, und 1931 wurde er in einer Nachwahl als Abgeordneter für den Wahlkreis Bristol East ins Unterhaus gewählt, den er bis zu seinem Rückzug aus der Politik 1950 vertrat. 1931 wurde er zum Solicitor-General in der zweiten Labour-Regierung in der britischen Geschichte ernannt. Die Ernennung in dieses Amt war traditionellerweise mit der Erhebung in den Ritterstand verbunden, so dass er sich fortan als „Sir“ Stafford Cripps bezeichnen durfte.
In der Folgezeit rückte Cripps politisch immer weiter nach links und entwickelte sich zu einem überzeugten Sozialisten, wiewohl sein tiefverwurzelter Glaube an das evangelikale Christentum ihn davon abhielt, zu einem Anhänger des atheistischen Marxismus zu werden. Nach der Unterhauswahl von 1931 stieg Cripps zum dritten Mann in der Labour Party nach ihrem Vorsitzenden George Lansbury und dessen Stellvertreter Clement Attlee auf.
1932 gründete Cripps die Socialist League, eine Gruppierung, die überwiegend aus Angehörigen der Independent Labour Party (ILP) bestand, welche die Entscheidung der ILP, von der Labour Party abzufallen, ablehnten. Die Sozialistische Liga trat für eine sachlich-nüchterne Form des Demokratischen Sozialismus ein (Austerity).
Hochgewachsen, schlank und von einer starken persönlichen Präsenz, galt Cripps in den 30er Jahren als Archetypus des intellektuellen britischen upper class socialist. Seine würdevolle Erscheinung und seine asketische Lebensführung (Cripps trank keinen Alkohol und war Vegetarier) machten ihn zu einem der beliebtesten Objekte der politischen Karikaturisten seiner Zeit.
Cripps trat bereits früh für die Formierung einer Einheitsfront gegen die anwachsende Bedrohung des Faschismus ein. 1936 tat er sich als treibende Kraft bei der Initiierung einer Einheitskampagne hervor, die die Zusammenführung der britischen Linken – vor allem der Socialist League, der ILP und der Communist Party of Great Britain – in einer Einheitsliste bei den Parlamentswahlen anstrebte. Die Einheitskampagne scheiterte jedoch aufgrund des Widerstandes der Führung der Labour Party. 1937 sah Cripps sich gezwungen, die Socialist League aufzulösen, um seinen Ausschluss aus der Labour Party zu verhindern. Stattdessen wurde Cripps 1937 zum Geschäftsführer der Labour Party ernannt.
Zwei Jahre später wurde er allerdings aufgrund seines Eintretens für eine Volksfront, das heißt ein Zusammengehen aller linksgerichteten Parteien inklusive der Kommunisten und der Appeasement-Gegner in den Reihen der Liberalen und der Konservativen gegen das nationalsozialistische Deutschland, aus der Partei ausgeschlossen.

### Zweiter Weltkrieg (1940 bis 1945)
1940 ernannte Winston Churchill Cripps zum britischen Botschafter in der Sowjetunion, in der Hoffnung, dass ein linker Sozialist der am besten geeignete Verhandlungspartner für einen kommunistischen Diktator wie Stalin sei, den Großbritannien aufbieten könnte. Als das Deutsche Reich im Juni 1941 die Sowjetunion überfiel, wurde Cripps eine Schlüsselfigur beim Schmieden der Allianz der Westmächte mit der Sowjetunion.
1942 kehrte Cripps nach Großbritannien zurück, wo er das Amt des Lordsiegelbewahrers übernahm und Mitglied des Kriegskabinetts wurde. Darüber hinaus wurde er zum Leader of the House of Commons. Aufgrund einer BBC-Sendung, in der er den Zuhörern auf eindrucksvolle Weise die sowjetischen Kriegsanstrengungen schilderte, wurde Cripps binnen kurzer Zeit zu einem der beliebtesten Politiker seines Landes. Eine Ablösung Churchills durch Cripps als Premierminister, welche 1942 aufgrund der für Großbritannien schwierigen Kriegslage (Niederlagen gegen Erwin Rommel in Nordafrika, Niederlagen am Kriegsschauplatz im Pazifik usw.) von vielen Politikern und Journalisten gefordert und zunehmend wahrscheinlicher wurde, kam schließlich nicht zustande, da es Churchill gelang, seinen Gegner zur einstweiligen Zurückhaltung zu bewegen und die Lage sich über diese „Gnadenfrist“ für Churchill wieder so weit verbesserte, dass der anvisierte „Parlamentsstreich“ gegen den Premierminister seine rechtfertigende Grundlage verlor und als aussichtslos verworfen werden musste.
Von Ende 1942 bis Juli 1945 war Cripps Minister für die Flugzeugkonstruktion. 1942/43 verhandelte er darüber hinaus im Auftrag der britischen Regierung mit der indischen Nationalbewegung: Als Gegenleistung für eine weitere Zusammenarbeit mit Großbritannien während der Dauer des Krieges sagte er dem Führer der indischen Kongresspartei Gandhi und dem Repräsentanten der Moslemliga Ali Jinnah die Entlassung Indiens in den Dominionstatus nach Japans Niederlage zu, was auf die Unabhängigkeit direkt nach Kriegsende hinauslief. Die indische Nationalbewegung lehnte dies ab, mit Ausnahme des einstigen Freiheitskämpfers Aurobindo, der den Vorschlag in einer Botschaft an Cripps willkommen hieß als eine Gelegenheit, „die Indien geboten wird, um seine Freiheit und Einheit selbst zu bestimmen, in vollständiger Entscheidungsfreiheit zu organisieren und einen bedeutenden Platz unter den freien Nationen der Welt einzunehmen“. Aurobindo entsandte einen Vertrauten nach Delhi, um die politischen Führer des Landes umzustimmen, fand jedoch kein Gehör. Die so genannte Cripps Mission war damit zwar in Hinblick auf ihre ursprüngliche Zielsetzung gescheitert, hatte aber zumindest zu einer einstweiligen Beruhigung der Verhältnisse auf dem indischen Subkontinent beitragen können.

### Letzte Jahre (1945 bis 1952)
1945 schloss Cripps sich erneut der Labour Party an. Nach dem Wahlsieg seiner Partei in den Unterhauswahlen von 1945 ernannte Clement Attlee Cripps zum Handelsminister (President of the Board of Trade). In der verzweifelten ökonomischen Situation Großbritanniens in der Nachkriegszeit kehrte Cripps zu seiner Politik der „Austerity“ zurück und setzte eine strenge Rationierung gegenüber allen Klassen der Gesellschaft durch.
1946 kehrte Cripps als Angehöriger der Kabinettsmission nach Indien zurück, die den indischen Repräsentanten verschiedene Vorschläge über die Verwirklichung der indischen Unabhängigkeit unterbreitete. Neben Cripps gehörten Lord Pethick-Lawrence (Secretary of State for India) und Albert Victor Alexander (Erster Lord der Admiralität) der Ministerialdelegation an. Die indische Teilung konnte die Kabinettsmission jedoch nicht verhindern.
1947 amtierte Cripps kurzzeitig als Minister für Wirtschaftsangelegenheiten (Minister for Economic Affairs), ein eigens für ihn geschaffenes neues Amt, wechselte aber nach nur wenigen Wochen ins Amt des Schatzkanzlers, nachdem Hugh Dalton zurückgetreten war. In dem Bestreben, die kriegsbedingte wirtschaftliche Krise Großbritanniens zu überwinden und seinem Land zu seiner früheren Position auf dem Weltmarkt zurückzuverhelfen, beabsichtigte er, eine Verbesserung der Lage durch einen starken Außenhandel herbeizuführen. Zu diesem Zweck erhöhte Cripps die Steuern und erzwang eine Verringerung des Binnenkonsums, um so die Exportquote erhöhen und das Pfund als Währung stabilisieren zu können. Überdies leitete er die Verstaatlichung der wichtigsten Industrie- und Dienstleistungsbetriebe, wie etwa Kohle und Stahl, ein.
Im Oktober 1950 sah Cripps sich gezwungen, sein Amt als Schatzkanzler aus gesundheitlichen Gründen aufzugeben. Er verstarb in der Schweiz einen Tag vor seinem 63. Geburtstag während der klinischen Behandlung einer Rückenmarkstuberkulose.

## Bewertung durch Zeitgenossen und Nachwelt
Für Winston Churchill war Stafford Cripps ein ernstzunehmender und respektierter politischer Konkurrent. Nachdem die beiden jahrzehntelang politisch gegeneinander gekämpft hatten, fanden sie aufgrund der für die Dauer des Zweiten Weltkriegs vereinbarten Burgfriedenspolitik der britischen Parteien zur gemeinsamen Gegnerschaft zum Nationalsozialismus zusammen. Der Genussmensch Churchill zeigte sich in den Jahren ihrer Zusammenarbeit insbesondere von der asketischen Lebensführung Cripps’ befremdet: Während eines Besuches des nordafrikanischen Kriegsschauplatzes spottete Churchill etwa: „Meilenweit nichts als Sand – nicht ein Grashalm, nicht ein Tropfen Wasser oder eine Blume. Cripps würde es hier lieben.“ Cripps’ Entscheidung, das Rauchen aufzugeben, veranlasste Churchill zu dem Witzwort, dass dieser nun auch die letzte Brücke zur Menschheit zerschlagen habe („The cigar was his last contact with humanity“).
Adolf Hitler sah während des Zweiten Weltkrieges in Cripps, neben Churchill, den führenden Mann Großbritanniens. So äußerte der deutsche Diktator, dem Bericht eines Augenzeugen zufolge, im März 1942 vor einer abendlichen Tischrunde: „Eins ist unverkennbar, dass England mit Cripps einen zweiten führenden Staatsmann erhalten hat, der nicht übersehen werden kann und dessen Einfluss sich weiterhin bemerkbar macht.“ Im Vergleich mit Churchill halte er, so Hitler, Cripps für den gefährlicheren Gegner: Ein „charakterloses Schwein wie Churchill, das 30 Prozent der Tageszeit besoffen“ sei, sei ihm „doch hundertmal lieber als Cripps“. Denn „von einem Mann wie Churchill, der sich aufgrund seines Alters, seines starken Rauchens und seines starken Trinkens natürlich verschleißt, ist nicht so viel zu befürchten als von einem so typisch intellektuellen Salon-Bolschewisten wie Cripps“. Außerdem sei es bei Churchill durchaus denkbar, dass er „in einem hellen Augenblick erkennt, dass das Empire unwiederbringlich der Auflösung verfällt, wenn der Krieg noch 2 bis 3 Jahre weitergeführt wird“. Cripps als „verlogener, völlig wurzelloser Demagoge würde nie zu der Einsicht kommen, dass es nicht mehr geht, wenn das Empire in allen Fugen kracht.“

## Auszeichnungen und Ehrungen
1948 wurde Cripps als Mitglied (Fellow) in die Royal Society gewählt.

## Familie
Cripps war verheiratet mit Isobel Swithenbank Cripps. Aus der Ehe gingen vier gemeinsame Kinder hervor. Das älteste ist John, die weiteren Kinder sind Diana, Therese und Peggy (* 1921). Peggy Cripps ist die jüngste Tochter und war mit dem ghanaischen Politiker Joe Appiah verheiratet. Aus dieser Ehe stammt Kwame Anthony Appiah, ältester Enkel und einziger Enkelsohn Cripps’. Zudem hat er von seiner Tochter Peggy noch die drei Enkeltöchter Ama, Adwoa und Abena.